# Rajd dei Fiori 1967
Rajd dei Fiori 1967 (7. Rallye dei Fiori) – 7 edycja rajdu samochodowego Rajd dei Fiori rozgrywanego we Włoszech. Rozgrywany był od 22 do 26 lutego 1967 roku. Była to trzecia runda Rajdowych Mistrzostw Europy w roku 1967. Składał się z 16 odcinków specjalnych.

## Klasyfikacja rajdu
| Miejsce                     | Kierowca                    | Pilot                       | Samochód                    | Czas                        | Strata                      |                             |
| Klasyfikacja generalnai ERC | Klasyfikacja generalnai ERC | Klasyfikacja generalnai ERC | Klasyfikacja generalnai ERC | Klasyfikacja generalnai ERC | Klasyfikacja generalnai ERC | Klasyfikacja generalnai ERC |
| --------------------------- | --------------------------- | --------------------------- | --------------------------- | --------------------------- | --------------------------- | --------------------------- |
| 1.                          | Jean-François Piot          | Nicolas Roure               | Renault 8 Gordini           | 13:50                       | 0.0                         |                             |
| 2.                          | Paddy Hopkirk               | Ronald Crellin              | Austin Mini Cooper S        | 14:05                       | +15                         |                             |
| 3.                          | Ove Andersson               | John Davenport              | Lancia Fulvia Coupé HF      | 14:35                       | +45                         |                             |
| 4.                          | Tony Fall                   | Mike Wood                   | BMC Mini Cooper S           | 14:55                       | +1:05                       |                             |
| 5.                          | Vic Elford                  | David Stone                 | Lancia Fulvia Coupé HF      | 17:24                       | +3:33                       |                             |
| 6.                          | Jean-Claude Ogier           | Lucette Pointet             | Citroën DS 21               | 17:25                       | +3:34                       |                             |
| 7.                          | Leo Cella                   | Luciano Lombardini          | Lancia Fulvia Coupé HF      | 17:26                       | +3:35                       |                             |
| 8.                          | Giulio Bisulli              | Luigi Andreucci             | Lancia Fulvia Coupé HF      | 21:11                       | +7:20                       |                             |
| 9.                          | Zeffirino Filippi           | Alberto dal Pozzo           | Renault 8 Gordini           | 22:54                       | +9:03                       |                             |
| 10.                         | Brian Culcheth              | Johnstone Syer              | Mini Cooper S               | 23:45                       | +9:54                       |                             |